# 美口球麗魚
美口球麗魚，為輻鰭魚綱鱸形目隆頭魚亞目慈鯛科的其中一種，分布於非洲剛果民主共和國Tshuapa流域，為特有種，體長可達19.3公分，棲息在底中層水域，生活習性不明。

## 擴展閱讀
維基物種上的相關：美口球麗魚